# Речка, Макс
Макс Речка, немецкий вариант — Макс Речке (в.-луж. Maks Rječka, нем. Max Retschke; 25 апреля 1908 года, Радвор, Германия — 19 августа 1944 года, Румыния) — лужицкий педагог, краевед и писатель.

## Биография
Родился 25 апреля 1908 года в Радворе. После окончания средней школы поступил на Высшие торговые курсы в Будишине. С 1926 года по 1928 года работал банковским служащим в Будишине. Изучал педагогику и народное образование в Дрездене и Вене. В 1933 году закончил своё педагогическое образование, после чего до 1939 года преподавал в серболужицких школах в населённых пунктах Рожант, Хросцицы, Конецы и Каменец.
С 1930 года по 1932 год был главным редактором журнала «Serbski student». В 1934 году после Миклауша Гайны принял руководство серболужицким хором «Lilija». Публиковал статьи по краеведению в различных серболужицких периодических изданиях.
После начала Второй мировой войны был призван на фронт и погиб 19 августа 1944 года в Румынии.

## Сочинения
- Narodna drasta katolskich Serbow, Časopis Maćicy Serbskeje 1936.
- Spodźiwne pomniki w katolskich Serbach, Krajan, 1937, str. 41-52
- Kak w Róžeńće swěčki tunkaja, Krajan, 1938, str. 58-61